# 동인천고등학교
동인천고등학교(東仁川高等學校)는 대한민국 인천광역시 남동구 만수동에 위치한 공립 고등학교이다.

## 학교 연혁
- 1940년 5월 2일 : 인천공업직업학교 설립
- 1951년 8월 30일 : 동인천중학교로 분리
- 1961년 2월 28일 : 동인천고등학교 설립 인가 (6학급) 및 동인천중학교 병설 운영
- 1961년 4월 20일 : 초대 교장 김정한 교장 취임
- 1961년 4월 28일 : 동인천고등학교 개교
- 1964년 1월 25일 : 제1회 졸업식 (105명 졸업)
- 1970년 3월 1일 : 교육법 개정에 의한 중·고 분리 (단설고등학교로 개편)
- 1988년 12월 27일 : 남동구 만수동 신축 교사 이전
- 2012년 3월 1일 : 자율형공립고등학교 1차 운영 (5년)
- 2012년 3월 1일 : 선진형 교과교실제 지정 운영
- 2017년 3월 1일 : 자율형공립고등학교 2차 운영 (5년)
- 2018년 10월 23일 : 교육환경개선사업(대수선 공사) 완료
- 2022년 3월 1일 : 인천광역시교육청 자율학교(5년)
- 2024년 2월 6일 : 제61회 졸업식 (졸업생 201명, 누계 25,273명)
- 2024년 3월 4일 : 제64회 입학식(입학생 224명)
- 2024년 9월 1일 : 제23대 윤영호 교장 취임

## 참고 자료
- 동인천고등학교 - 한국교육학술정보원 학교알리미